# Heinz Palm
Heinz Palm (* 3. April 1921; † vermutlich am 8. Dezember 2018) Anm. war ein deutscher Synchronsprecher und Schauspieler.

## Karriere
Palms Stimme war in Filmen wie Das Dschungelbuch, El Cid und In der Hitze der Nacht sowie in Serien wie Picket Fences – Tatort Gartenzaun und Bonanza zu hören. Außerdem sprach er Winnie Puuh in der Serie Neue Abenteuer mit Winnie Puuh als auch in mehreren Filmen, darunter die zweite Synchronfassung des Filmes Die vielen Abenteuer von Winnie Puuh. Als Schauspieler war Palm 1956 in dem Film Die Halbstarken zu sehen.

## Synchronarbeiten (Auswahl)
- Aleksandar Djuric in Old Shatterhand als Großer Bär
- Michael Sheard in Das Imperium schlägt zurück als Admiral Ozzel
- in Das Dschungelbuch als 4. Affe
- Carlo Giustini in El Cid als Bermudez
- Warren Oates in In der Hitze der Nacht als Sam Wood
- Michael Rennie in Caesar und Cleopatra als Zenturio
- Dabbs Greer in Picket Fences – Tatort Gartenzaun als Rev. Henry Novotny
- Ray Teal in Bonanza als Sheriff Roy Coffee
- Sterling Holloway in Die vielen Abenteuer von Winnie Puuh als Winnie Puuh (2. Synchronisation)
- Jim Cummings in Neue Abenteuer mit Winnie Puuh, Ferkel gruselt sich und Winnie Puuh auf großer Reise als Winnie Puuh